# محمد الفهید
محمد الفهید (عربی: محمد الفهيد؛ زادهٔ ۸ ژانویهٔ ۱۹۹۰) یک ورزشکار اهل عربستان سعودی است.
از باشگاه‌هایی که در آن بازی کرده‌است می‌توان به باشگاه فوتبال الفتح عربستان سعودی اشاره کرد.